# Mesocentrus pusillus
Mesocentrus pusillus är en stekelart som beskrevs av Szepligeti 1902. Mesocentrus pusillus ingår i släktet Mesocentrus och familjen bracksteklar. Inga underarter finns listade i Catalogue of Life.